# Afan
Pour les articles homonymes, voir Afan (homonymie).
Afan est une localité de la région du Centre au Cameroun, localisée dans la commune de Nkolafamba et le département de la Méfou-et-Afamba.

## Population
En 1965, Afan comptait 84 habitants, principalement des Bané.
Lors du recensement de 2005, ce nombre s'élevait à 71.